# Solage
Solage (* Ende des 14. Jahrhunderts; † wahrscheinlich nach 1403) war ein französischer Komponist. Seine Werke sind ausschließlich im Codex Chantilly überliefert, der wichtigsten Quelle für Musik der jüngeren Ars nova, welche man später mit dem Begriff Ars subtilior versah.

## Leben
Über sein Leben ist nichts bekannt, was nicht aus den Texten zu seiner Musik selbst abgeleitet werden kann. Widmungen in seinen Liedern zeigen, dass er vermutlich mit dem französischen Königshof verbunden war.

## Musik
Stilistisch ist Vieles seiner Musik typisch für die letzten beiden Jahrzehnte des vierzehnten Jahrhunderts, ragt aber in Einigem über das Übliche hinaus. Dadurch am bekanntesten ist das sehr bemerkenswerte Chanson Fumeux fume par fumee, in einem Harmoniesatz, dessen Kühnheit erst in der Hochrenaissance als Chromatischer Satz wieder erreicht wurde. Solage gehörte offenbar einer Gruppe an, die sich Les fumeux nannte. Da Tabak in Europa noch nicht bekannt und der Begriff des Rauchers im heutigen Sinne noch nicht gebräuchlich war, kann der Name entweder auf die Verwendung eines anderen Rauches (am wahrscheinlichsten Weihrauch) hindeuten, aber auch rein symbolische Bedeutung gehabt haben.
Nur zehn Werke sind sicher von Solage, aber zwei weitere werden ihm aus stilistischen Gründen zugeschrieben. Alle zwölf sind im Codex Chantilly enthalten:
- Fumeux fume par fumée
- Hélas, je voy mon cuer
- Corps Feminin
- En l’amoureux vergier
- Joieux de cuer
- Le basile
- Pluseurs gens
- Calextone, qui fut dame
- Tres gentil cuer
- S’aincy estoit

unsicher:
- Adieu vous di
- Le mont Aôn de Trace

Alle Werke von Solage wurden von den Gothic Voices aufgenommen.

## Aufnahmen
- 2004 – Zodiac. Ars Nova und Ars Subtilior in den Niederlanden und Europa: Capilla Flamenca. Eufoda 1360.
- Febus Avant! Musik am Hof von Gaston Febus, Graf von Foix und Béarn (1331–1391). Huelgas Ensemble, Paul Van Nevel; Sony, 1992 (# 6).
- The Early Music Consort of London, David Munrow: The Art of Courtly Love: Late 14th Century Avant Garde. EMI LP 1973. ASD 3621. Includes Fumeux fume and Helas! je voy mon cuer.